# Richard Thomalla
Richard Wolfgang Thomalla (Annahof, 23 ottobre 1903 – Jičín, 12 maggio 1945) è stato un militare e ingegnere tedesco, responsabile della costruzione dei campi di sterminio di Bełżec, Sobibór e Treblinka nell'ambito dell'Aktion Reinhardt.

## Biografia
Thomalla nacque nel 1903 nel villaggio di Sowin (all'epoca chiamato Annahof), il cui territorio era compreso nella vecchia regione tedesca dell'Alta Slesia, mentre oggi fa parte della Polonia. Nel 1932 aderì al Partito Nazionalsocialista dei Lavoratori Tedeschi (NSDAP) con la tessera numero 1 238 872 ed entrò a far parte delle SS, ottenendo la tessera numero 41 206.
Thomalla, capomastro molto esperto, fu incaricato di progettare i tre campi di sterminio dell'Aktion Reinhardt: Bełżec, Sobibór e Treblinka. Il primo ad essere costruito fu Bełżec, la cui costruzione ebbe inizio il 1º settembre 1941 e terminò nel marzo dell'anno successivo. Nello stesso mese incominciò a progettare Sobibór, la cui costruzione fu affidata ad un gruppo di ebrei e di prigionieri ucraini, guidato dallo stesso Thomalla, provenienti dal vicino campo di concentramento di Trawniki. Nel maggio 1942, una volta completata la costruzione del campo, questi prigionieri furono fucilati. Successivamente progettò il campo di sterminio di Treblinka, utilizzando la stessa pianta di Sobibór.
Alla fine della guerra, fu catturato e giustiziato dalla NKVD il 12 maggio 1945 a Jičín, in Cecoslovacchia.